# Rio Urr

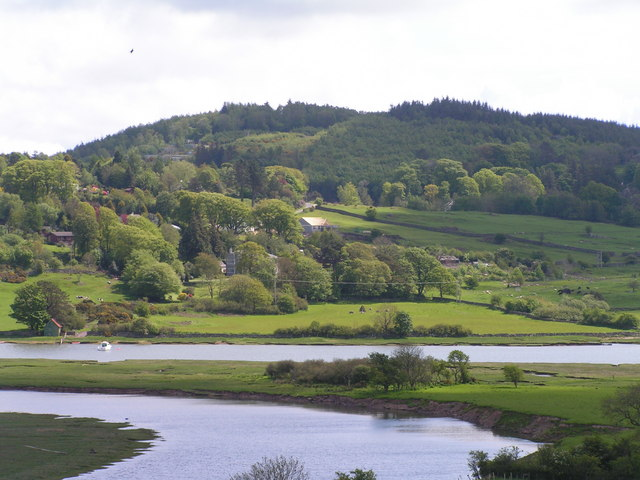
Rio Urr

O rio Urr é um rio que flui pelos condados de Dumfriesshire e Kirkcudbrightshire no sudoeste da Escócia. Ele se origina no Loch Urr e deságua no Solway Firth.

## Percurso

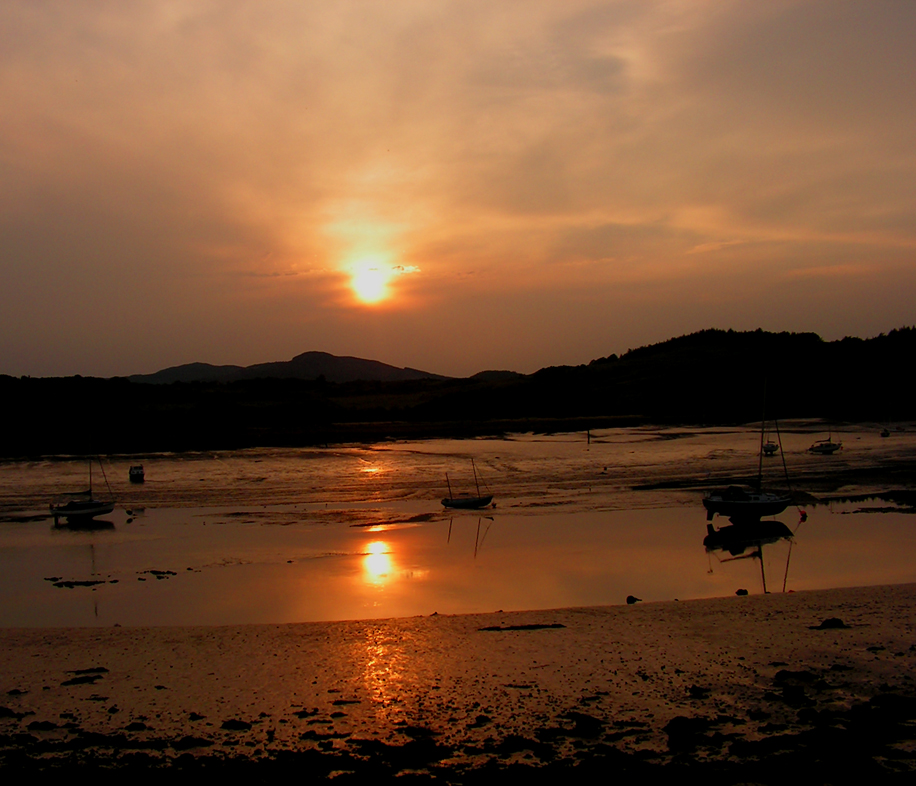
Estuário do rio Urr

Totalmente dentro de Dumfries e Galloway, o rio Urr percorre cerca de cinquenta e seis quilômetros ao sul, passando por Corsock, Glenlair, Auchendolly, Ponte de Urr, Altivo de Urr e perto de Dalbeattie, via Palnackie até o Solway Firth. O rio é conhecido pela pesca do salmão.

## Etimologia
O nome 'Urr' é do cúmbrico ou 'uma fronteira, divisa, limite'.